# Photokinetik
Photokinetik (oder Fotokinetik) ist der Teil der Physikalischen Chemie, der sich mit Photoreaktionen beschäftigt und die Reaktionsmechanismen licht-induzierter chemischer Reaktionen untersucht. Lichtinduzierte Reaktion sind chemische Reaktionen, bei denen Lichtquanten aus dem Bereich des sichtbaren oder ultravioletten Lichts (selten Infrarot) absorbiert werden und zu chemischen Reaktionen führen. 
Die Techniken zur Untersuchung solcher Reaktionen wurden in Deutschland besonders von Theodor Förster und Heinz Mauser entwickelt (siehe dessen Formale Kinetik).

## Weitere Begriffsverwendung
- Siehe auch Phototaxis